# Stylaster dentatus
Stylaster dentatus är en nässeldjursart som beskrevs av Hjalmar Broch 1936. Stylaster dentatus ingår i släktet Stylaster och familjen Stylasteridae. Inga underarter finns listade i Catalogue of Life.